# Americas Tower
El Americas Tower, también conocido con el nombre de 1177 Avenue of the Americas, es un rascacielos de 211 metros de altura y 50 plantas, situado en la calle 45 de Manhattan, en Nueva York.
La construcción del edificio empezó en 1989 y se acabó en 1991. La construcción fue detenida por problemas judiciales.
La torre es una mezcla de arquitectura inspirada en el arte posmoderno y en el art déco. La fachada, de color rosado-rojizo, está hecha de granito pulido. La torre fue vendida en el 2002 por 50 millones de dólares a un grupo de inversores germano-estadounidenses.